# Milenko Arnejšek - Prle
Milenko Arnejšek - Prle, slovenski alpinist, gorski vodnik, gorski reševalec, glasbenik in pisec, * 4. oktober 1948, Ptuj, † 13. februar 2009, Škofja Loka.

## Življenjepis
Otroštvo je preživel v Kidričevem, nato se je družina preselila v Ljubljano, kjer je obiskoval Gimnazijo Moste, kasneje pa še nekdanjo Pedagoško akademijo, smer glasba. Kot glasbenik je bil član mnogih ansamblov in ad hoc zasedb, sodeloval je z gledališči Glej, Pupilija Ferkeverk, Drama, Mala Drama, tri leta je igral v tujini, učil je harmoniko na glasbenih šolah v Kamniku in Škofji Loki. Aktiven je bil tudi kot korepetitor za saksofon, trobento, klarinet in pevski zbor.

Preplezal je več tisoč alpinističnih smeri, med njimi več prvenstvenih, ter presmučal večino turnih smukov pri nas. Ukvarjal se je z vzgojo mladih alpinistov, napisal je Plezalni priročnik, objavljal v Planinskem vestniku in Alpinističnih razgledih, njegovo življenjsko delo pa je vodnik Grebeni slovenskih gora.

## Prvenstveni vzponi
- Med stolpoma (Razor)
- Spirala, 3P (Dolgi hrbet)
- Sončna, Kij in mesarica (Dolška škrbina)
- Smer zadovoljnega Kranjca, Kaminska (Planjava)
- Ogledalo, Helikopter, Pasja (Vežica)
- prvi pristop na Oltarček
- Jutranja (Dovški Gamsovec)
- Črna dlaka (Stenar)